# Syzygium jainii
Syzygium jainii là một loài thực vật có hoa trong Họ Đào kim nương. Loài này được Harid. & R.R.Rao miêu tả khoa học đầu tiên năm 1985.